# Autódromo Internacional de Curitiba
Autódromo Internacional de Curitiba eller Autódromo Raul Boesel är en racerbana belägen i Curitiba i Brasilien. 
Autodromo de Curitiba byggdes 1967. Banan är 3 707 meter, men det finns en kortare variant som är 2 600 meter lång.
I februari 2006 skulle en deltävling i A1 Grand Prix gått här, men den ställdes in. Sedan 2006 har banan varit värd för FIA WTCC Race of Brazil. 

## WTCC-vinnare
| Säsong | Segrare Race 1 | Team             | Segrare Race 2     | Team             | Rapport               |
| ------ | -------------- | ---------------- | ------------------ | ---------------- | --------------------- |
| 2010   | Yvan Muller    | Chevrolet WTCC   | Gabriele Tarquini  | SEAT Sport       | WTCC i Brasilien 2010 |
| 2009   | Yvan Muller    | SEAT Sport       | Gabriele Tarquini  | SEAT Sport       | WTCC i Brasilien 2009 |
| 2008   | Yvan Muller    | SEAT Sport       | Gabriele Tarquini  | SEAT Sport       | WTCC i Brasilien 2008 |
| 2007   | Jörg Müller    | BMW Team Germany | Augusto Farfus Jr. | BMW Team Germany | WTCC i Brasilien 2007 |
| 2006   | Jordi Gené     | SEAT Sport       | Andy Priaulx       | BMW Team UK      | WTCC i Brasilien 2006 |